# 沃夫基夫齊 (克列梅涅茨區)
沃夫基夫齊（羅馬化：Vovkivtsi）是烏克蘭西部捷爾諾波爾州克列梅涅茨區大代代爾卡雷市鎮的村莊，始建於1570年，面積1.66平方公里，2001年人口471，人口密度每平方公里283.7人。